# Nobujuki Kató
Nobujuki Kató (* 2. leden 1920) je bývalý japonský fotbalista.

## Klubová kariéra
Hrával za Tanabe Pharmaceuticals.

## Reprezentační kariéra
Nobujuki Kató odehrál za japonský národní tým v roce 1951 celkem 1 reprezentační utkání.

## Statistiky
| Japonsko | Japonsko | Japonsko |
| Roky     | Záp.     | Góly     |
| -------- | -------- | -------- |
| 1951     | 1        | 0        |
| Celkem   | 1        | 0        |